# Shane Edward Smeltz
Shane Edward Smeltz (anglès: Shane Smeltz)  (Göppingen, 29 de setembre de 1981) és un exfutbolista professional neozelandès que jugava de davanter.
Va passar els seus primers anys de carrera esportiva jugant a Austràlia i vivint a Sidney abans de traslladar-se a Anglaterra on va jugar durant dues temporades i mitja. Va jugar principalment a la A-League a partir del 2007, amb l'excepció de breus estades amb Gençlerbirliği a Turquia i Kedah FA a Malàisia. Va acabar la seva carrera de jugador professional amb l'equip indonesi Borneo FC, abans de tornar a l'esport a un nivell semi-professional.
Smeltz és el segon màxim golejador de tots els temps de la A-League i va ser el màxim golejador del Gold Coast United. Va marcar 24 gols en 58 aparicions internacionals amb la selecció de Nova Zelanda i va jugar a la Copa del Món de la FIFA 2010 .